# Philippe Sansonetti
Philippe J. Sansonetti (Paris, 9 de abril de 1949), mais conhecido como Philippe Sansonetti, é um microbiologista francês, professor do Instituto Pasteur e do Collège de France em Paris. É diretor da Unidade 786 do INSERM (Colonização microbiana e invasão da mucosa) e do laboratório Pathogénie Microbienne Moléculaire do Instituto Pasteur.

## Educação
Em 1978, Philippe Sansonetti frequentou os cursos de Microbiologia geral, Virologia geral e Imunologia no Instituto Pasteur e em 1978 recebeu o seu grau de Mestre em Bioquímica/Microbiologia pela Universidade Paris VII. Em 1979, concluiu a sua licenciatura em Medicina pela Universidade Pierre e Marie Curie – Paris VI. Após 4 anos, como investigador na Unidade de Bacteriologia Médica liderada pelo professor Léon Le Minor, mudou-se para os Estados Unidos para fazer um pós-doutoramento no laboratório do professor Samuel Formal no Departamento de Doenças Entéricas no Walter Reed Army Institute of Research, Washington, D.C.. Em 1981, voltou para o Instituto Pasteur para a Unidade das Enterobactérias, onde começou o seu próprio grupo. Em 1898, criou a Unidade de Patogênese Microbiana Molecular, a qual lidera até aos dias de hoje. O professor Philippe Sansonetti exerceu igualmente medicina no hospital do Instituto Pasteur (1981–1985), antes de se tornar o responsável pelas consultas externas (1985–1995) e depois diretor clínico (1995–1999 e 2004–2007). Foi também diretor do Departamento de Bacteriologia e Micologia (1989–1992) e do Departamento de Biologia Celular Celular e Infecção (2002–2006), no Instituto Pasteur.[carece de fontes?]
Sansonetti ocupou vários cargos de administração científica no INSERM, Ministério Francês de Pesquisa e Tecnologia, bem como na Organização Mundial da Saúde, onde foi presidente do Comitê Diretor para o Desenvolvimento de Vacinas contra Doenças Diarreicas.

## Contribuições e Prêmios
O trabalho realizado por Philippe Sansonetti e pela sua equipa de investigação há mais de 20 anos, tem como objetivo principal perceber os diferentes aspectos da patogênese da Shigella, bactéria responsável pela disenteria. O trabalho que tem vindo a desenvolver abrange um vasto número de disciplinas em biologia e medicina e varia da genética molecular até a biologia celular, passando pela imunologia, e desenvolvimento de vacinas contra a disenteria. O laboratório do professor Philippe Sansonetti demonstrou notavelmente que a patogênese da Shigella se deve à presença de um grande plasmídeo de virulência que contém uma ilha de patogenicidade que codifica para um sistema de secreção do tipo III, necessário para a entrada da bactéria em células epiteliais; caracterizou os mecanismos moleculares que levam a Shigella a invadir células epiteliais e que permitem mobilidade intracelular; demonstrou que a Shigella é capaz de matar macrófagos induzindo a sua apoptose e identificou uma nova família de receptores intracelulares denominados NOD, que permitem a detecção de bactérias intracelulares, levando a uma resposta imunitária epitelial mediada pela secreção de citocinas pró-inflamatórias; identificou diversos efetores do tipo III da Shigella que permitem o controlo da resposta imunitária inata e da resposta imunitária adquirida e contribui ativamente para o desenvolvimento de vacinas contra as principais espécies da Shigella que causam disenteria nos países em desenvolvimento.[carece de fontes?]
Philippe Sansonetti é autor de mais de 500 publicações em revistas científicas de renome internacional e há vários anos que trabalha como editor de várias publicações profissionais. Ele é considerado como um dos fundadores da Microbiologia Celular e é, também, o criador da revista científica com o mesmo nome (Cellular Microbiology). O seu sucesso em ciência tem sido reconhecido através da atribuição de prestigiados prêmios, incluindo:
- Prêmio Jacques Monod, pela excelência em biologia molecular;
- Prêmio Louis-Jeantet de Medicina;
- Prêmio Robert Koch 1997;
- Medalha André Lwoff, atribuída pela Federação das Sociedades Europeias de Microbiologia (FEMS, Federation of European Microbiological Societes);
- Membro Estrangeiro da Royal Society of London (ForMemRS) 2014;
- Prêmio Abarca 2022 por sua pesquisa sobre Shigelose ou disenteria bacilar.

Philippe Sansonetti foi condecorado pela Légion d'Honneur e pela Ordre national du Mérite. Foi também eleito membro da European Molecular Biology Organisation (EMBO), da Académie des Sciences Institut de France, da Deutsche Akademie der Natursforscher Leopoldina, da American Association for the Advancement of Science, e da Académie Nationale de Médecine. É também membro da Howard Hughes Medical Institut. Desde 2008, Philippe Sansonetti foi nomeado Professor Catedrático de Microbiologia e Doenças Infecciosas no Collège de France.[carece de fontes?]